# Tomorrow (пісня Clawfinger)
Tomorrow — пісня шведського репкор-гурту Clawfinger з альбому Use Your Brain (1995). Сингл має 3 версії (випуск у Швеції, Німеччині та ремікс-версія).

## Список композицій
- 1 Tomorrow (Sank Remix) 4:16
- 2 Armageddon Down 3:36
- 3 Threegoodriffs 3:54
- 4 Tomorrow (Original Version) 4:08

## Відеокліп
Відео було відзнято 1996 року і є останнім з альбому. Відео показує гру музикантів на одній з вечірок у нічному клубі, де кожного разу під час приспіву учасники гурту стрибають до фанатів. Пізніше один з фанатів знімає всі події на відеокамеру.
Під час приспіву згідно з текстом показано гру двох людей у кістки.